# Louvre – Rivoli
Louvre – Rivoli – czternasta stacja linii nr 1 w Paryżu. Stacja znajduje się w 1. dzielnicy Paryża. Została otwarta 13 sierpnia 1900 r. Na stacji znajdują się kopie znanych dzieł z Luwru.

## Zobacz też

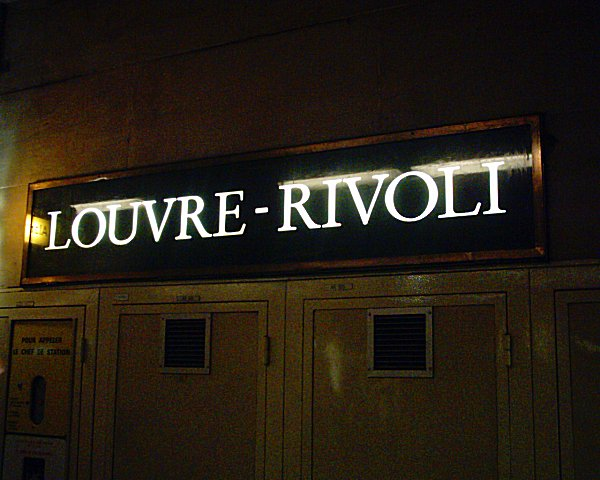

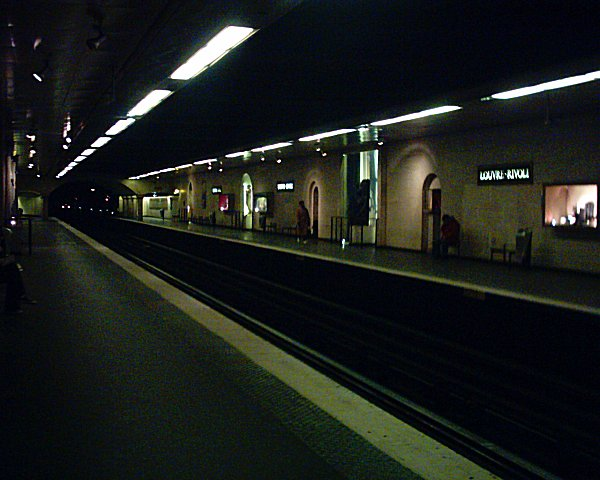